# 杨最
杨最（1475年—1540年），字殿之，號果斋，四川射洪人。明朝官员。官至太僕寺卿。

## 生平
治《詩經》，行二，由國子生中式丁卯科（1507年）順天府鄉試第一百十八名舉人，年三十四歲中式正德三年（1508年）戊辰科會試第一百十三名，第二甲第一百二名進士。授工部主事。历官都水司郎中，治水有功。嘉靖元年，出京为宁波府知府，调任黄州府。八年（1529年）九月升任河南按察司信陽兵备副使，调云南，十二年五月升辽东苑马寺卿，十四年十月以平辽阳广宁乱军功升一级，历升陕西右、左布政使，十八年十月入京为太仆寺卿。當時明世宗好神仙之術，重用陶仲文等方士。楊最上谏曰：“神仙乃山栖澡练者所为，岂有高居黄屋紫闼，兖衣玉食，而能白日翀举者？”帝大怒，立下詔獄，被廷杖而死。朝中大臣因此震懾，爭相諂媚方士。周天佐有《哭杨太仆》诗。隆庆元年，追赠右副都御史，谥忠节。

## 家族
曾祖杨景安。祖杨绍广，赠大理寺左寺丞。父杨澄，都察院左佥都御史進階大中大夫。嫡母傅氏，赠宜人；继母陽氏，封宜人；生母周氏。具庆下，兄旦、弟是（義官）、量、昺、𣆂、昊。

## 延伸阅读
[在维基数据编辑]
 《明史卷二百〇九》，出自《明史》